# Casa González Gorrondona
La Casa González Gorrondona, también conocida como la Quinta Alto Claro, es una residencia particular construida en las faldas del cerro occidental de la Cordillera de la Costa, en Los Palos Grandes, Caracas, por el arquitecto Richard Neutra en el año de 1965.

## Historia
La casa es producto de un encargo por parte de José Joaquín González Gorrondona, abogado, economista y banquero, quien fue director del Banco Industrial (1938-1942), decano de la Facultad de Economía de la Universidad Central de Venezuela (1940), miembro del Directorio del Banco Central (1942-1946) y fundador del Banco Nacional de Descuento (1954).
González Gorrondona deseaba edificar para sí una mansión diseñada por algún arquitecto influyente en la escena internacional para el momento, tal y como solía hacer la alta sociedad caraqueña. Para ello, contactó a Gio Ponti, autor de la Villa Planchart, para diseñar unos planos tentativos. El proyecto inició su construcción hacia 1957. Tras el derrocamiento de la dictadura de Marcos Pérez Jiménez, las nuevas autoridades detuvieron la construcción por violar el lote inferior que se venía estudiando para hacer del cerro El Ávila un parque nacional, por lo que este diseño no fue culminado. 
Luego de la creación del parque nacional El Ávila el 12 de diciembre de 1958, Gorrondona fue nombrado guardabosques honorario, por lo que fue permitida la reanudación de la construcción. Recurrió entonces a Richard Neutra, quien trazó un nuevo diseño y concluyó la edificación en 1965.
En 1975, el Banco Nacional de Descuento fue intervenido por el Gobierno nacional debido a sus problemas de liquidez e insolvencia. En la medida también se tomó la Casa como parte de los activos, siendo devuelto a sus dueños originales años después.

## Características
El recinto se caracteriza por ser una de las más lujosas del país, con volúmenes superpuestos, balcones con vista panorámica del valle de Caracas, y una piscina apta para hidroaviones. Tiene 10.000 m², y sus obras de paisajismo, a cargo de Eduardo Robles Piquer, presenta una vegetación que se mimetiza con la de los bosques montanos de la Cordillera de la Costa.